# Carebaco-Meisterschaft 1983
Die Carebaco-Meisterschaft 1983 im Badminton fand in Willemstad auf Curaçao statt. Es war die elfte Auflage der Titelkämpfe.

## Titelträger
| Disziplin    | Sieger                            |
| ------------ | --------------------------------- |
| Herreneinzel | Garth King                        |
| Dameneinzel  | Debra O’Connor                    |
| Herrendoppel | Garth King Sammy Leyow            |
| Damendoppel  | Virginia Chariandy Debra O’Connor |
| Mixed        | Carl Khan Debra O’Connor          |
| Team         | Suriname                          |